# Malnate
Malnate é uma comuna italiana da região da Lombardia, província de Varese, com cerca de 15.190 habitantes. Estende-se por uma área de 8 km², tendo uma densidade populacional de 1899 hab/km². Faz fronteira com Binago (CO), Cagno (CO), Cantello, Lozza, Solbiate, Varese, Vedano Olona.

## Demografia
| Variação demográfica do município entre 1861 e 2011                               |
|                                                                                   |
| Fonte: Istituto Nazionale di Statistica (ISTAT) - Elaboração gráfica da Wikipedia |